# Especies reactivas del nitrógeno

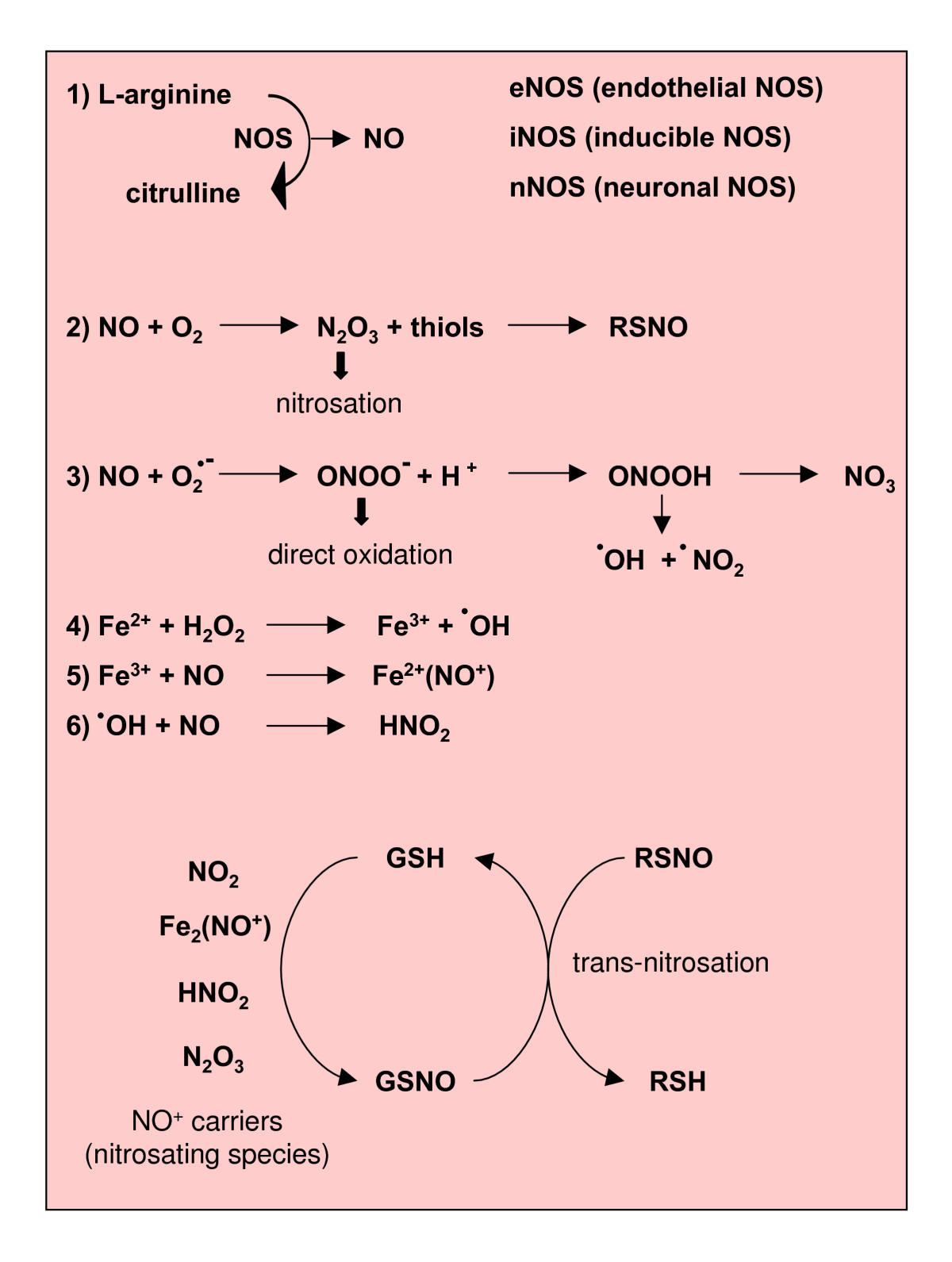
Reacciones químicas para la síntesis de óxido nitroso en microorganismos

Las especies reactivas del nitrógeno  son una familia de moléculas antimicrobianas derivadas del óxido nítrico (NO·) producido por la actividad enzimática de la óxido nítrico sintasa 2 (NOS2). NOS2 es expresada principalmente en macrófagos luego de la inducción por citoquinas y productos microbianos, particularmente interferón-gamma (IFN-γ)  lipopolisacáridos (LPS).
Son producidas en animales a través de la reacción del óxido nítrico (NO·) con superóxido (O2−) para formar peroxinitrito (ONOO−).
Actúan en conjunto con las especies reactivas del oxígeno en el daño celular, provocando estrés nitrosativo. 
Las especies reactivas del nitrógeno también son producidas de forma continua por las plantas como subproductos del metabolismo aeróbico o en respuesta al estrés.